# Caño Limón
Caño Limón es un campo petrolífero en los municipios de Arauca y Arauquita del departamento de Arauca, Colombia, cercano a la frontera con Venezuela.

## Geología
La cuenca de los Llanos se encuentra al este de la Cordillera Oriental de Los Andes en Colombia. La mayor parte del aceite se encuentra en las arenas deltaicas del Eoceno Mirador y la formación Cretácico Superior. La gravedad API promedio del aceite es de 29,5 °.

## Producción
El campo es propiedad conjunta de la empresa colombiana Ecopetrol y la empresa estadounidense Occidental Petroleum. El crudo producido es transportado por el oleoducto Caño Limón-Coveñas hasta la costa del Caribe colombiana, hasta el puerto de Coveñas (Sucre).

## Historia
El campo fue descubierto en 1983 por Occidental de Colombia Inc., empresa subsidiaria de Occidental Petroleum Corporation(OXY), le permitió a Colombia convertirse en un exportador de petróleo después de años como importador y ha producido hasta el momento más de 1500 millones de barriles. Su construcción también supuso el desplazamiento de la población indígena Sikuaní, quienes habitaban el territorio con anterioridad.
El campo petrolero fue nombrado por el Caño Agua de Limón, uno de los brazos que compone la cuenca del Río Arauca.
Desde el yacimiento petrolero inicia el trayecto del Oleoducto Caño Limón-Coveñas, que viaja 780 kilómetros hasta el puerto de Coveñas, Sucre (Colombia) en línea hasta la costa del Caribe Colombiano, cuya dueña es la Empresa Colombiana de Petróleos ECOPETROL.
Caño Limón cambió completamente las perspectivas económicas de Colombia, pues a principios de los años ochenta el país afrontaba situaciones conflictivas respecto al manejo cambiario, las exportaciones habían caído sustancialmente y el déficit fiscal afectaba sensiblemente las finanzas del Estado.
El IInstituto Nacional de los Recursos Naturales Renovables y del Ambiente (Inderena) criticó reiteradamente la operación. En 1988, descubrió que los operadores habían tomado medidas inadecuadas para prevenir daños ambientales. Posteriormente, en 1992, realizó estudios de muestreo de agua que encontraron altas concentraciones de metales pesados e hidrocarburos aromáticos policíclicos. Encontró que "debido a los efluentes contaminantes de Caño Limón, los ríos y lagos receptores ya no son aptos para el consumo humano".
En 1995, la firma Booz Allen & Hamilton concluyó un estudio sobre el impacto económico de Caño Limón. Más allá del significativo hecho de que el país recobró su capacidad exportadora, las dos principales conclusiones del estudio fueron contundentes:
Permitió una rápida recuperación de la economía colombiana después del programa de ajuste de 1987. El manejo económico de la bonanza petrolera evitó que se presentaran síntomas del mal holandés (ya que no hubo una gran entrada de divisas a la economía del país a pesar de las exportaciones) aunque solo hasta 2003, Caño Limón ha generado cerca de 20.000 millones de dólares en ingresos. 
La explotación de hidrocarburos en Caño Limón le representa al municipio de Arauquita unos ingresos por regalías de $5.000 millones de pesos promedio anual con un comportamiento creciente por nuevas exploraciones. A pesar de estar a una relativa distancia de la cabecera municipal, la explotación de hidrocarburos ha representado para el municipio el renglón de mayor relevancia dentro de la actividad económica, luego que genera la mayoría de empleos a la población, incrementando el ingreso per cápita de sus habitantes y mejoras en la infraestructura vial, apoyo a saneamiento básico, educación y salud del municipio específicamente en la zona de influencia.
Ahora, a pesar del auge petrolero que se dio con Caño Limón en la región de la Orinoquía, y específicamente en Arauca y con un gran incremento de la población, dentro de los que se cuentan muchos inmigrantes que han llegado buscando oportunidades laborales, no se ha visto el desarrollo en la región a pesar de haberse percibido numerosas cuantías en regalías para las administraciones y se desconocen todavía los serios efectos generados después de la actividad de explotación de hidrocarburos.

Oleoducto Caño Limón-Coveñas

## Oleoducto Caño Limón-Coveñas
Es un oleoducto inaugurado en 1986 entre el yacimiento de Caño Limón (Arauca) hasta el puerto de Coveñas (Sucre). Atraviesa los departamentos de Arauca, Boyacá, Norte de Santander, Cesar, Magdalena, Bolívar y Sucre. Mide 773,94 km. Desde 1986 operado por OXY, en 2011 inició  a ser operado en su totalidad por Ecopetrol.

## Historia
Desde su construcción ha sido atacado en más de 1500 atentados, generado el derrame de cerca de 3,7 millones de barriles de crudo en suelos, quebradas y ríos. La mayoría realizados por el Ejército de Liberación Nacional (ELN) ocasionando pérdidas económicas, ambientales, sociales y humanas. La primera voladura del oleoducto Caño Limón-Coveñas fue en La Donjuana, Carmen de Tonchalá (Norte de Santander). Otras voladuras fueron en 1990 en el corregimiento de Zapatosa (Cesar); en 1992 en Remedios (Antioquia); en 2019 en la vereda Llana Baja del municipio de Teorama (Norte de Santander)